# 月刊タウン情報さが
月刊タウン情報さが（げっかんタウンじょうほうさが）は、佐賀県佐賀市の株式会社西日本情報センターが、毎月、発行していたタウン情報誌。

## 概要
佐賀県は、それまで全県を対象とする総合型地域情報誌が無かったことから、西日本情報センターが一念発起し、1994年3月に創刊した。
県外への販路が弱すぎるため知名度はあまり無いものの、タウン情報全国ネットワークに加盟していることから、佐賀県を代表する情報誌だった。
近年は大手出版社も数多く地域情報誌の分野に参入していることから、厳しい競争に巻き込まれており、隣県福岡の「シティ情報ふくおか」は、一度、休刊に追い込まれる事態となった。
そんなこともあってか、従来からの地元メディアなどとの連携に加え、近年はインターネット展開も積極的に行っていたが、2014年8月6日までに事業を停止し、自己破産申請の準備に入った。

## エピソード
- 地元出身のタレント・優木まおみを、高校生時代に発掘。当時は本名で他の人といっしょに掲載されていた。
- 同じく地元出身の俳優・中越典子にも、ようやく活動を本格化させた頃にインタビューしている。
- 編集スタッフは、草創期から積極的に放送メディア（NBCラジオ佐賀、サガテレビ）に進出、視聴者からいじられることも少なくなかった。

## さがナビ
「さがナビ」は、「月刊タウン情報さが」が主体となって行っていた携帯電話インターネットサービス上のコンテンツ。
雑誌掲載の情報に加え、携帯電話の特性を活かしたオリジナルの情報も提供していた。
当初は、NTTドコモの「iモード」と、auの「EZWeb」で提供されていた。
遅れていたソフトバンクモバイルの「Yahoo!ケータイ」向けサービスも提供されていた。